# Charles Schnee
Charles Schnee (ur. 6 sierpnia 1916 w Bridgeport, zm. 29 listopada 1962 w Beverly Hills) – amerykański scenarzysta i producent filmowy.

## Życiorys
Studiował prawo w Yale Law School. Porzucił karierę prawniczą, by od połowy lat 40. pisać scenariusze dla teatru i filmu. Współtworzył takie klasyczne hollywodzkie obrazy, jak m.in. Rzeka Czerwona (1948) Howarda Hawksa czy Oni żyją w nocy (1948) Nicholasa Raya. Otrzymał Oscara za najlepszy scenariusz adaptowany do filmu Piękny i zły (1952) w reżyserii Vincente Minnellego, zjadliwej i ostrej satyry na cynizm Hollywood.
W połowie lat 50. został producentem filmowym i wyprodukował m.in. filmy Między linami ringu (1956) Roberta Wise’a i Skrzydła orłów (1957) Johna Forda. Jednakże w ostatnich latach swojego życia powrócił do pisania scenariuszy, m.in. do filmu Butterfield 8 (1960) Daniela Manna czy Dwa tygodnie w innym mieście (1962) Vincente Minnellego.
W latach 1961–1962 był prezesem Writers Guild of America West, organizacji zrzeszającej scenarzystów i pisarzy pracujących dla filmu, radia i telewizji. Jego żona Mary Zavian popełniła samobójstwo w 1961. Sam Schnee zmarł nagle na atak serca w wieku 46 lat, wkrótce po podpisaniu kontraktu z producentem Dino De Laurentiisem ws. scenariusza do filmu o Sacco i Vanzettim. Osierocił 14-letnią córkę Tinę.